# Bobrynets
Bobrynets (em ucraniano:  Бо́бринець, em russo:  Бо́бринец, em iídiche:  בוברניץ) é uma cidade da Ucrânia, situada no Oblast de Kirovogrado. Tem 18,13 km² de área e sua população em 2020 foi estimada em 10.651 habitantes.